# Tècnica pictòrica

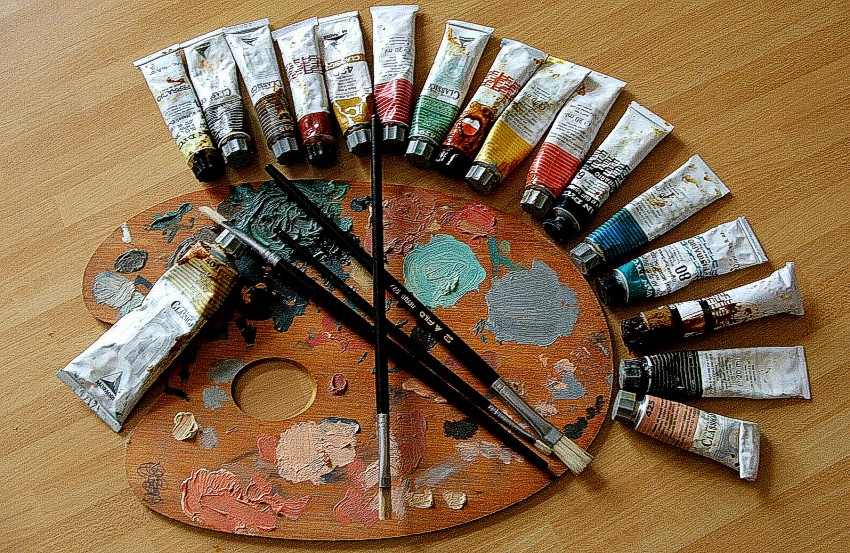
Paleta de pintor, pinzells i tubs de pintura (olis)

La tècnica pictòrica és el mètode d'aplicació del pigment sobre el suport. Se sol classificar d'acord amb com es dilueixen i fixen els pigments sobre el suport a pintar. En general, si els pigments no són solubles a l'aglutinant romanen dispersos en aquest. Si l'artista pensa en la perdurabilitat de la seva obra ha de conèixer les tècniques a emprar.
Pintura a l'oliEl pigment s'afegeix a olis, i el solvent habitual és la trementina. La pintura a l'oli es fa bàsicament amb pigment polvoritzat sec, barrejat amb la viscositat adequada d'algun oli vegetal, habitualment oli de llinosa. Aquests olis s'assequen més a poc a poc que altres pintures, no per evaporació sinó per "oxidació". Es formen capes de pigment que s'incrusten a la base i que, si es controlen els temps d'assecat, es fixaran correctament a les següents capes de pigment. Aquest procés d'oxidació confereix riquesa i profunditat als colors del pigment sec, i l'artista pot variar les proporcions d'oli i dissolvents, com la trementina, perquè la superfície pintada presenti tota una gamma de qualitats, opaca o transparent, mate o brillant. Per aquesta i per altres raons, l'oli pot considerar-se com el mitjà més flexible de tots. Convenientment usada, la pintura a l'oli canvia molt poc de color durant l'assecat, encara que, a llarg termini, tendeix a esgrogueir-se lleugerament. La seva capacitat de suportar capes successives permet a l'artista desenvolupar un concepte pictòric per etapes -Degas anomenava a aquest procés com "ben pensat"- i la lentitud d'assecat permet de retirar pintura i repassar zones senceres.
Aquarel·la i pintura al trempEl vehicle emprat per fixar el pigment és, en la majoria dels casos, goma aràbiga i el solvent és l'aigua. Les aquarel·les són pigments molt finament molts i aglutinats en goma aràbiga, que s'obté de les acàcies. La goma es dissol fàcilment en aigua i s'adhereix molt bé al paper (suport per excel·lència per a l'aquarel·la). La goma, a més, actua com a vernís, clar i prim, i dona major brillantor i lluminositat al color. Al principi, la goma aràbiga es feia servir sola, però més tard es van afegir altres components per retardar l'assecat i afegir-hi transparència. L'aquarel·la requereix l'artista seguretat en els traços i espontaneïtat en l'execució, ja que el seu major mèrit consisteix en la frescor i transparència dels colors.
GuaixEl guaix o aigualida s'anomena també «el color amb cos». És una pintura a l'aigua, opaca. Igual que l'aquarel·la, el seu mitjà -o aglutinant- és la goma aràbiga. El mitjà està ampliat amb pigment blanc, que és el que el fa més opac, menys lluminós i menys transparent que l'aquarel·la, però a canvi els colors produïts són més sòlids.
Cera, encàustica o encàusticQuan el vehicle són ceres, s'usen generalment calentes.
AerografiaEn aquesta tècnica, s'usen pintures acríliques a aerosol (esprais). A més d'esmalts, ja que la pintura es torna més prima.
Pintura acrílicaEl vehicle usat són diversos materials sintètics que es dilueixen en aigua. La viscositat pot ser tan alta com en l'oli (la presentació també, ja que venen en tubs). Hi ha artistes que prefereixen la pintura acrílica a l'oli, ja que la trementina, solvent de l'oli, desprèn vapors tòxics. És un substitut modern de l'oli, amb els seus avantatges i desavantatges.
Pintura al pastelLa pintura al pastel és composta per pigments en pols barrejats amb la goma o resina per aglutinar, que formen una pasta seca i compacta. La paraula "pastel" deriva de la pasta amb la qual s'elabora. Es modela amb la forma d'una barreta de la grandària aproximada d'un dit, que es fa servir directament (sense necessitat de pinzells o espàtules, ni de solvent) sobre el suport, generalment paper o fusta. Són colors forts i opacs. La major dificultat és l'adhesió del pigment a la superfície a pintar, per això solen usar-se -en finalitzar el dibuix- fixadors especials. El pastel generalment es fa servir com el "crayón" o el llapis, i el seu recurs expressiu més afí és la línia, amb la qual es poden fer trames. També sol usar-se la pols que tendeix a deixar anar el pastel (semblant al de la guix) per aplicar color.
Tremp d'ouL'aglutinant és una emulsió, generalment de rovell d'ou, aigua i oli. Tradicionalment, es barreja el rovell amb l'aigua i l'oli, però també es pot formar una emulsió amb farina i fins i tot amb guix. Grans obres mestres com ara El naixement de Venus de Sandro Botticelli s'han realitzat amb aquesta tècnica.
FrescSovint el terme fresc es fa servir incorrectament per a descriure moltes formes de pintura mural. La tècnica del fresc es basa en un canvi químic: els pigments de terra molts i barrejats amb aigua pura, s'apliquen sobre una argamassa recent de calç i sorra, mentre la calç està encara en forma d'hidròxid de calci. A causa del diòxid de carboni de l'atmosfera, la calç es transforma en carbonat càlcic, de manera que el pigment cristal·litza en el si de la paret. Els procediments per pintar al fresc són senzills però laboriosos, i consumeixen moltíssim de temps. En la preparació de la calç es trigava dos anys.
Tinta
La presentació de la tinta, també anomenada tinta xinesa, és generalment líquida. Tot i així, també pot ser una barra molt sòlida que ha de ser molta i diluïda prèviament. S'usa sobre paper, i els colors de tinta més emprats són el negre i el sépia, encara que actualment s'usin molts altres més. La tinta s'aplica de diverses maneres, per exemple amb plomes o puntes, que són més adequades per al dibuix o cal·ligrafia, i no per a pintures. Les diferents puntes s'utilitzen carregades de tinta per a dibuixar o escriure. Un altre recurs per aplicar la tinta és el pinzell, que es maneja bàsicament com l'aquarel·la i que es diu aiguada, però la tècnica mil·lenària anomenada cal·ligrafia o escriptura japonesa també es realitza amb tinta i pinzell sobre paper. Altres formes més utilitàries d'usar la tinta és en tiralínies (carregador de tinta) o estilògraf. La tinta al costat del grafit són més aviat tècniques de dibuix. La tinta neutra és una tècnica freqüent en la restauració de pintura mural. S'utilitza quan el restaurador es troba amb grans pèrdues i desconeix com era l'original. Consisteix a aplicar un color uniforme a la zona perduda, que no molesti en excés i que entoni amb el colorit general de l'obra.
Tècniques mixtesQuan s'empren diverses tècniques en un mateix suport. El collage, per exemple, és una tècnica artística (no pictòrica per no ser pintada), es converteix en una tècnica mixta quan té intervencions amb guaix, oli o tinta.
Com a mostra de les seves possibilitats artístiques, se cita la tècnica introduïda pel pintor Carlos Benítez Campos des de principis de segle, la qual consisteix a pintar a l'oli un esdeveniment qualsevol de l'època, sobre el paper enganxat de les notícies en premsa que ho publiquen. Seria convenient distingir entre "procediment pictòric" i "tècnica pictòrica". S'entén per procediment pictòric la unió dels elements que constitueixen l'aglutinant o adhesiu, i els pigments. La forma d'aplicar aquest procediment pictòric es denomina tècnica pictòrica.